# Agustín Díaz Rojas
Agustín Díaz Rojas, bekannt auch unter dem Spitznamen Coruco, war ein mexikanischer Fußballspieler auf der Position eines Stürmers, der zu Beginn der 1960er Jahre im Alter von nur 26 Jahren starb.
„Coruco“ Díaz gehörte zur Stammformation der goldenen Epoche des CD Zacatepec und war an allen fünf Titeln beteiligt, die die Cañeros zwischen 1955 und 1959 gewannen.
Ihm zu Ehren wurde das Stadion in Zacatepec benannt.

## Erfolge
- Mexikanischer Meister: 1955 und 1958
- Mexikanischer Pokalsieger: 1957 und 1959
- Mexikanischer Supercup: 1958